# 祖師谷

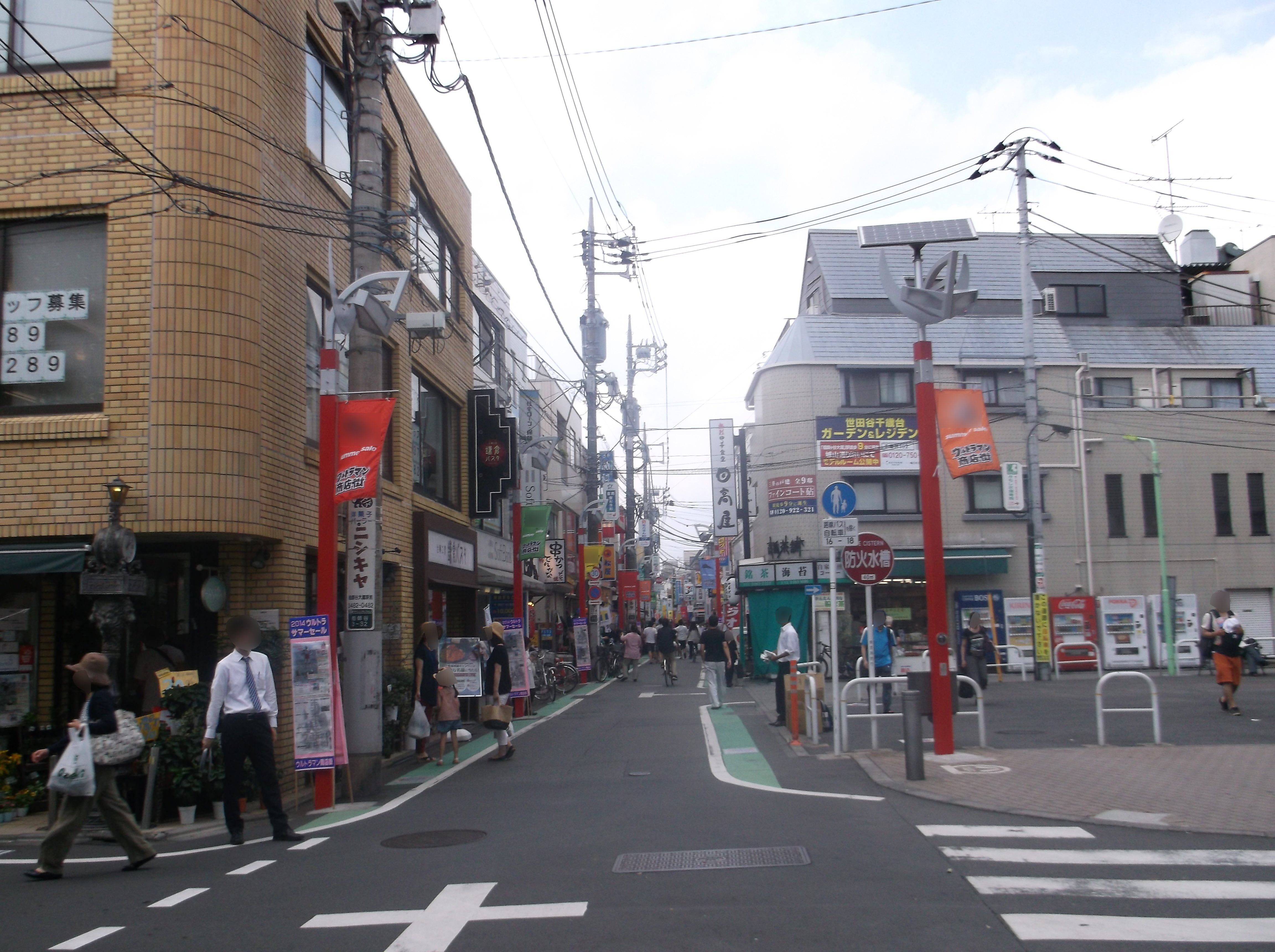
祖師ヶ谷大蔵駅付近にあるウルトラマン商店街

ウルトラマン像（祖師ヶ谷大蔵駅北口広場）

祖師谷（そしがや）は、東京都世田谷区の地名。住居表示実施済み。現行行政地名は祖師谷一丁目から祖師谷六丁目。

## 地理
祖師谷は世田谷区中部に位置し、砧地域に属する。なお、祖師ヶ谷大蔵駅など「祖師ヶ谷」と表記する場合があるが、現行地名としての祖師谷には「ヶ」は入らない。東で千歳台、南で小田急小田原線を境に砧、西で仙川を境に成城、北で粕谷・上祖師谷と隣接する。小田急電鉄祖師ヶ谷大蔵駅の北側が祖師谷で（南側は砧）、南北には祖師谷通り、西通りを中心商店や住宅が広がっている。駅北口正面から祖師谷通りを境に、東側が一丁目と二丁目、西側が三・四・五・六丁目となっている。周辺に円谷プロダクション本社があったことなどから、ウルトラマンを用いたまちおこしがされている。一・三丁目は北口駅前で、地区の最も南側にある。二丁目は一丁目の北側にあり、祖師谷住宅がある。四・五・六丁目は仙川沿いの住宅地となっている。

### 河川
- 仙川

### 地価
住宅地の地価は、2025年（令和7年）1月1日の公示地価によれば、祖師谷1-4-8の地点で68万6000円/m2、祖師谷5-32-9の地点で46万1000円/m2となっている。

## 歴史

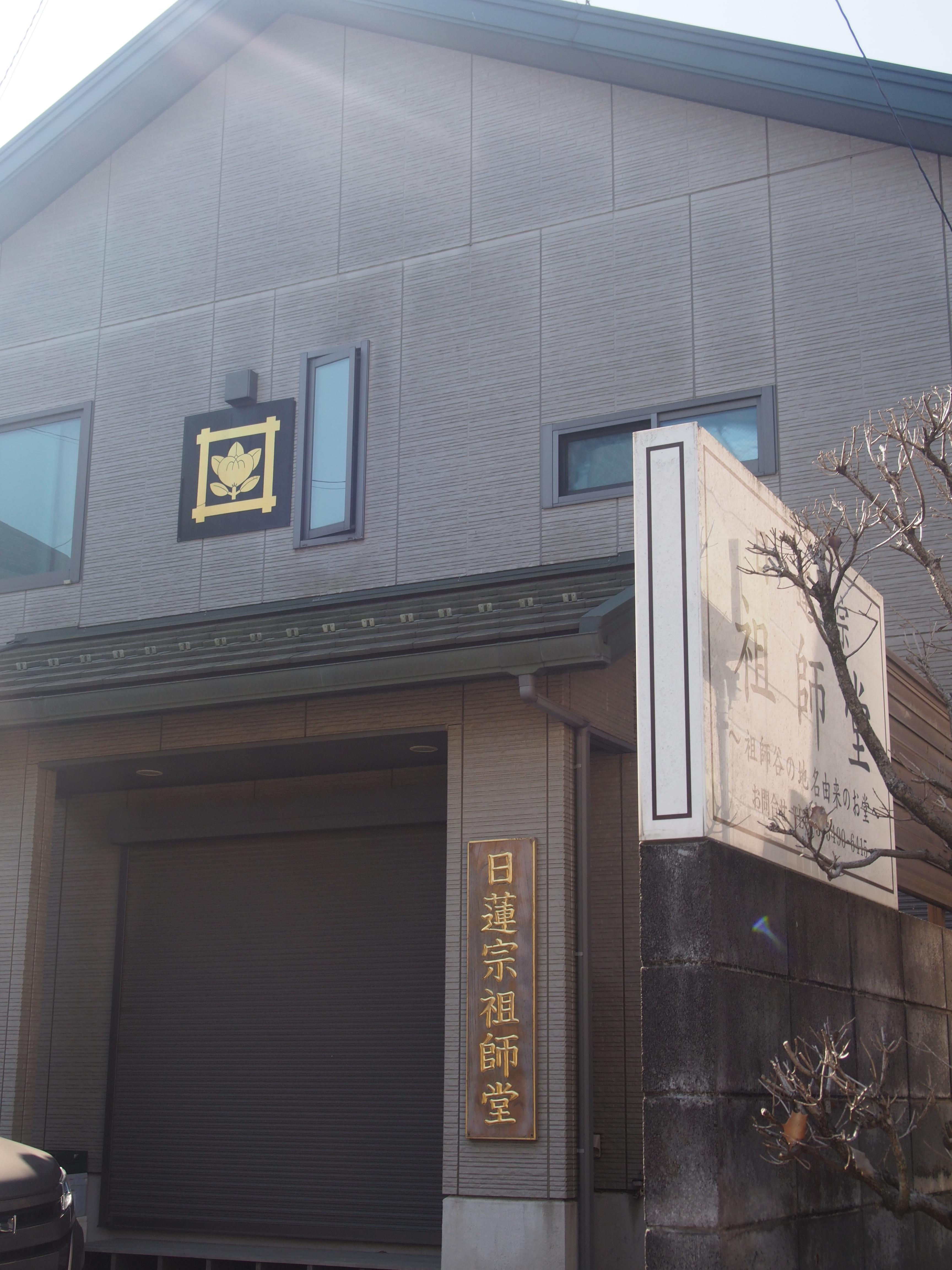
日蓮宗祖師堂

祖師谷という地名の起こりは、一つには村の谷の近くに地福寺というお寺があってその境内に祖師堂があったためという説がある。また一方の説では、鎌倉時代初期にこの地に住んでいた豪族の粕谷氏が、弘安年間に日蓮宗の開祖・日蓮の布教によってその教えに帰依する人々が多い中で、法華を深く崇敬し、領内に一堂守を建立（祖師山院就沢寺（後焼失）と命名）し、日蓮の死後に祖師像を彫刻し、安置したことによるとされている。また、四丁目には祖師谷の名の由来とする祖師堂も存在する。 1927(昭和2年)4月、小田急線が開通し、祖師ヶ谷大蔵駅が開設された。 駅名を決めるにあたり、下祖師谷と大蔵に挟まれる地域だったため、祖師ヶ谷大蔵という名前になった。 祖師谷の地名の歴史に関しては、江戸時代初期の1648年（慶安2年）頃の書物『武蔵田園簿』に祖師谷村の記載があり、上祖師谷村・下祖師谷村の区分はない。『武蔵風土記』には「1695～97年（元禄8年～10年）に上祖師谷村、下祖師谷村に分割された」とある 。1936年（昭和11年）に世田谷区に編入され、上祖師谷は祖師谷1丁目、下祖師谷は祖師谷2丁目となった。1970〜71年（昭和45・46年）の町区域変更で、祖師谷1丁目を上祖師谷1～7丁目に、祖師谷2丁目を祖師谷1～6丁目に区画した。 

### 住居表示実施前後の町名の変遷
| 実施後       | 実施年月日   | 実施前（各町名ともその一部）        |
| ------------ | ------------ | ----------------------------------- |
| 祖師谷一丁目 | 1971年9月1日 | 祖師谷2、砧町の各一部               |
| 祖師谷二丁目 | 1971年9月1日 | 祖師谷2の一部                       |
| 祖師谷三丁目 | 1971年9月1日 | 成城町の全部と祖師谷2、砧町の各一部 |
| 祖師谷四丁目 | 1971年9月1日 | 祖師谷2の一部                       |
| 祖師谷五丁目 | 1971年9月1日 | 祖師谷2の一部                       |
| 祖師谷六丁目 | 1971年9月1日 | 祖師谷1の全部と祖師谷2の一部        |

## 世帯数と人口
2025年（令和7年）1月1日現在（世田谷区発表）の世帯数と人口は以下の通りである。
| 丁目         | 世帯数    | 人口     |
| ------------ | --------- | -------- |
| 祖師谷一丁目 | 1,946世帯 | 3,202人  |
| 祖師谷二丁目 | 828世帯   | 1,353人  |
| 祖師谷三丁目 | 2,522世帯 | 4,666人  |
| 祖師谷四丁目 | 1,824世帯 | 3,508人  |
| 祖師谷五丁目 | 1,376世帯 | 3,060人  |
| 祖師谷六丁目 | 1,451世帯 | 3,605人  |
| 計           | 9,947世帯 | 19,394人 |

### 人口の変遷
国勢調査による人口の推移。
| 年                 | 人口   |
| ------------------ | ------ |
| 1995年（平成7年）  | 18,179 |
| 2000年（平成12年） | 18,309 |
| 2005年（平成17年） | 18,951 |
| 2010年（平成22年） | 19,180 |
| 2015年（平成27年） | 19,548 |
| 2020年（令和2年）  | 20,287 |

### 世帯数の変遷
国勢調査による世帯数の推移。
| 年                 | 世帯数 |
| ------------------ | ------ |
| 1995年（平成7年）  | 8,344  |
| 2000年（平成12年） | 8,829  |
| 2005年（平成17年） | 9,311  |
| 2010年（平成22年） | 9,405  |
| 2015年（平成27年） | 9,659  |
| 2020年（令和2年）  | 10,224 |

## 学区
区立小・中学校に通う場合、学区は以下の通りとなる（2024年8月現在）。
| 丁目         | 番地             | 小学校                 | 中学校               |
| ------------ | ---------------- | ---------------------- | -------------------- |
| 祖師谷一丁目 | 全域             | 世田谷区立祖師谷小学校 | 世田谷区立千歳中学校 |
| 祖師谷二丁目 | 全域             | 世田谷区立祖師谷小学校 | 世田谷区立千歳中学校 |
| 祖師谷三丁目 | 全域             | 世田谷区立祖師谷小学校 | 世田谷区立千歳中学校 |
| 祖師谷四丁目 | 全域             | 世田谷区立祖師谷小学校 | 世田谷区立千歳中学校 |
| 祖師谷五丁目 | 6～15番 39～48番 | 世田谷区立千歳小学校   | 世田谷区立千歳中学校 |
| 祖師谷五丁目 | 1〜15番 16〜38番 | 世田谷区立塚戸小学校   | 世田谷区立千歳中学校 |
| 祖師谷六丁目 | 全域             | 世田谷区立塚戸小学校   | 世田谷区立千歳中学校 |

## 交通

### 鉄道
| 街区内の駅                             |
| -------------------------------------- |
| 小田急小田原線 - 祖師ヶ谷大蔵駅(OH 13) |

地区の大部分が小田急小田原線祖師ヶ谷大蔵駅が最寄り駅となる。直線移動が容易で北側の一部は京王線が最寄り駅となる場合がある。

### 道路
大きな通りはなく、駅前に商店街を伴う路地がある。
- 祖師谷通り - 直進すると千歳烏山に抜ける。
- 西通り

## 事業所
2021年（令和3年）現在の経済センサス調査による事業所数と従業員数は以下の通りである。
| 丁目         | 事業所数  | 従業員数 |
| ------------ | --------- | -------- |
| 祖師谷一丁目 | 107事業所 | 536人    |
| 祖師谷二丁目 | 25事業所  | 170人    |
| 祖師谷三丁目 | 203事業所 | 1,998人  |
| 祖師谷四丁目 | 68事業所  | 372人    |
| 祖師谷五丁目 | 40事業所  | 157人    |
| 祖師谷六丁目 | 43事業所  | 212人    |
| 計           | 486事業所 | 3,445人  |

### 事業者数の変遷
経済センサスによる事業所数の推移。
| 年                 | 事業者数 |
| ------------------ | -------- |
| 2016年（平成28年） | 550      |
| 2021年（令和3年）  | 486      |

### 従業員数の変遷
経済センサスによる従業員数の推移。
| 年                 | 従業員数 |
| ------------------ | -------- |
| 2016年（平成28年） | 3,398    |
| 2021年（令和3年）  | 3,445    |

### 主な企業
- 機芸出版社

## 施設
- 祖師谷住宅
- 砧図書館

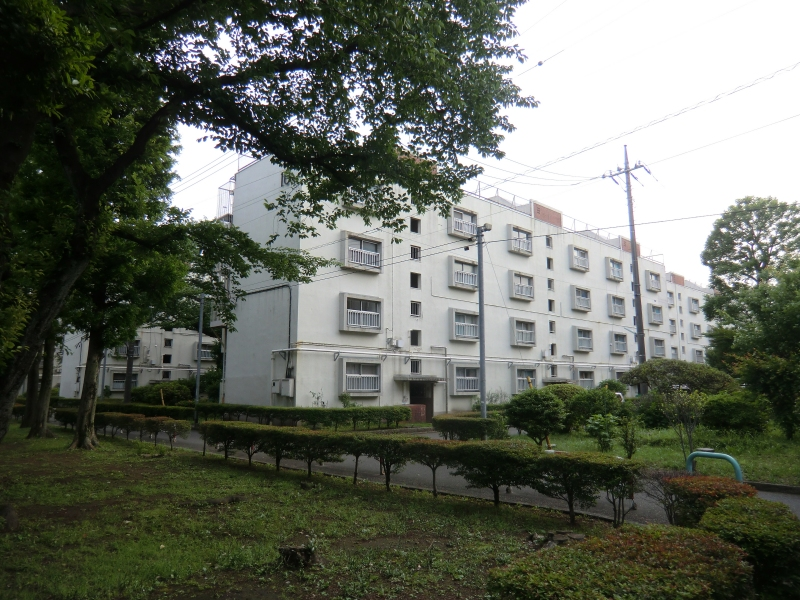
公社祖師谷住宅

- 成城学園初等学校・成城幼稚園 - 成城学園の施設は隣接する成城に多いが仙川を超え、はみ出す形で立地している。
- 成城大学スポーツセンター

## その他

### 日本郵便
- 郵便番号 : 157-0072[2]（集配局 : 成城郵便局[18]）。